# John Andrew Leslie
John A. Leslie o John Andrew Leslie (nacido el 2 de agosto de 1940) es un filósofo y escritor panteísta canadiense conocido por inventar el término axiarquía, que es la creencia metafísica de que el mundo está determinado en gran medida o enteramente por lo que es éticamente valioso, y que las cosas en este mundo tienen un deseo intrínseco por el bien.
Leslie también inventó el Hostage Chess, una variante del ajedrez.

## Biografía
Leslie se educó en Wadham College, Oxford, donde obtuvo su licenciatura en literatura inglesa en 1962 y su máster de clásicos literarios en 1968. Actualmente es profesor emérito de la Universidad de Guelph, en Ontario, Canadá.

## Pensamiento
Su obra filosófica tiene influencias de David Kellogg Lewis, Platón y Baruch Spinoza.  
Leslie ha hablado lo siguiente sobre su libro Valor y existencia:

Lo que tengo que aportar es alguna defensa técnica de la idea de que si tuvieras un [universo] infinitamente rico, podría explicarse en referencia a su valor. Su bondad podría ser la fuerza creativa que la produjo. Creo que si me gustaría que me recordaran como filósofo por algo en particular, esto sería por aquello por lo que más me gustaría que me recordaran.

En su libro Infinite Minds: A Philosophical Cosmology (2001), Leslie defiende un universo panteísta en el que todo existe en una mente divina. El filósofo Brendan Sweetman comentó que el libro promueve una "teoría panteísta altamente especulativa que es fascinante a su manera, pero que probablemente convencerá a muy pocos".  El libro de Leslie es único porque acepta y usa argumentos a favor de la existencia de Dios que generalmente se usan para apoyar el teísmo, como una versión del argumento cosmológico y el argumento del diseño basado en el ajuste fino, pero los explica de forma panteísta. 
En su libro Universes, Leslie describe una parábola filosófica en la que un individuo sobrevive ileso a un pelotón de fusilamiento de cincuenta tiradores expertos. Ofrece dos explicaciones para este notable acontecimiento: o es un resultado fortuito, que en ocasiones puede esperarse por pura casualidad entre muchos miles de intentos de ejecución por pelotón de fusilamiento; o es intencional.
Francis Collins hace referencia a esta parábola en su libro El lenguaje de Dios: un científico presenta evidencia de creencia como parte de su argumento de que el Principio Antrópico sugiere fuertemente un Creador con intención.

## Publicaciones Seleccionadas
- Valor y existencia (1979)
- Universos (1989)
- Cosmología física y filosofía (1990)
- El fin del mundo: la ciencia y la ética de la extinción humana . (1996)
- Cosmología y filosofía modernas (1998)
- Mentes infinitas: una cosmología filosófica (2001)
- Inmortalidad defendida (2007)
- El misterio de la existencia: ¿por qué existe algo? (2013)
- Lo que Dios podría ser (2018)